# Koka (judo)
Koka is een score die onder meer bij judo werd gebruikt. Deze score is in de herziene judoregels (wereldwijd) komen te vervallen.
Het was de kleinste score die een judoka kon behalen in een wedstrijd en kwam overeen met drie judopunten. De hoogste score die een judoka kan behalen in een wedstrijd is een ippon, wat gelijkstaat aan tien judopunten. Een ippon wordt ook wel volpunt genoemd.
Een judoka kan punten scoren door zelf een techniek uit te voeren. Een andere situatie waarin een judoka een koka toebedeeld kon krijgen, was indien de tegenstander de straf shido krijgt. Dit is de kleinste straf die een judoka kon krijgen en dit heeft als gevolg dat de tegenstander dus een kleine score (lees koka) kreeg. In de herziene regels, is de eerste straf een waarschuwing geworden.